# Finales de la NBA de 1959
Las Finales de la NBA de 1959 fueron las series definitivas de los playoffs de 1959 y suponían la conclusión de la temporada 1958-59 de la NBA, con victoria de Boston Celtics, campeón de la Conferencia Este, sobre Minneapolis Lakers, campeón de la Conferencia Oeste. El enfrentamiento reunió hasta a 9 futuros miembros del Basketball Hall of Fame, incluidos sus respectivos entrenadores, Red Auerbach y John Kundla.

## Resumen
| Partido | Fecha      | Equipo local | Resultado | Equipo visitante |
| ------- | ---------- | ------------ | --------- | ---------------- |
| 1       | 4 de abril | Boston       | 118-115   | Minneapolis      |
| 2       | 5 de abril | Boston       | 128-108   | Minneapolis      |
| 3       | 7 de abril | Minneapolis  | 110-123   | Boston           |
| 4       | 9 de abril | Minneapolis  | 113-118   | Boston           |

Celtics ganan las series 4-0

### Enfrentamientos en temporada regular
Durante la temporada regular, los Lakers y los Celtics se vieron las caras hasta en nueve ocasiones (la liga la formaban entonces 8 equipos), jugando tres encuentros en el Boston Garden, uno en el Minneapolis Auditorium y el resto en pistas neutrales de diversas ciudades. Los Celtics se presentaban claros favoritos al título, tras haber vencido en los 9 enfrentamientos, incluido un escandaloso resultado de 173-139.
| 11 de noviembre | Minneapolis Lakers | 113–116 | Boston Celtics |                                 |
|                 |                    |         |                |                                 |
|                 |                    |         |                | Pabellón: Boston Garden, Boston |

| 24 de noviembre | Minneapolis Lakers | 104–123 | Boston Celtics |                     |
|                 |                    |         |                |                     |
|                 |                    |         |                | Pabellón: Charlotte |

| 26 de diciembre | Minneapolis Lakers | 99–107 | Boston Celtics |                   |
|                 |                    |        |                |                   |
|                 |                    |        |                | Pabellón: Detroit |

| 27 de diciembre | Boston Celtics | 112–94 | Minneapolis Lakers |                                               |
|                 |                |        |                    |                                               |
|                 |                |        |                    | Pabellón: Minneapolis Auditorium, Minneapolis |

| 5 de enero | Minneapolis Lakers | 106–118 | Boston Celtics |                                 |
|            |                    |         |                |                                 |
|            |                    |         |                | Pabellón: Boston Garden, Boston |

| 11 de enero | Minneapolis Lakers | 106–109 | Boston Celtics |                         |
|             |                    |         |                |                         |
|             |                    |         |                | Pabellón: San Francisco |

| 12 de enero | Minneapolis Lakers | 108–119 | Boston Celtics |                   |
|             |                    |         |                |                   |
|             |                    |         |                | Pabellón: Seattle |

| 27 de febrero | Minneapolis Lakers | 139–173 | Boston Celtics |                                 |
|               |                    |         |                |                                 |
|               |                    |         |                | Pabellón: Boston Garden, Boston |

| 3 de marzo | Minneapolis Lakers | 112–119 | Boston Celtics |                      |
|            |                    |         |                |                      |
|            |                    |         |                | Pabellón: Providence |

## Resumen de los partidos
La final se presentaba claramente desigual. Boston había encadenado 18 victorias consecutivas sobre los Lakers en las dos últimas temporadas, y venía de recibir 173 puntos en el Boston Garden un mes atrás, en un partido que incluso fue investigado por el Comisionado de la NBA, Maurice Podoloff, pero que finalmente fue considerado limpio. Así las cosas, los dos primeros enfrentamientos en Massachusetts se saldaron con dos victorias de los Celtics, 118-115 y 128-108. El tercer partido se disputaría en Saint Paul (Minnesota), debido al eterno conflicto de fechas en el Minneapolis Auditorium, consiguiendo los Celtics una apretada victoria por 123-120. Dos días más tarde se cerraría el primer 4-0 de la historia de las finales de la NBA, con un marcador de 118-113.